# Phaneta argenticostana
Phaneta argenticostana is een vlinder uit de familie van de bladrollers (Tortricidae). De wetenschappelijke naam van de soort is, als Semasia argenticostana, voor het eerst geldig gepubliceerd in 1879 door Thomas de Grey Walsingham.

## Type
- type: niet gespecificeerd
- instituut: BMNH, Londen, Engeland
- typelocatie: USA, northern Oregon.